# Cornelia Jones
Cornelia Rosina Jones, bekend als Cutchie, (St. Johns , 10 september 1907 – The Bottom, 23 december 1979) was een Nederlands politica. Zij was de eerste vrouw beëdigd tot Sabaanse eilandraadslid en de eerste vrouw die een politiek ambt bekleedde op de Bovenwindse Eilanden.

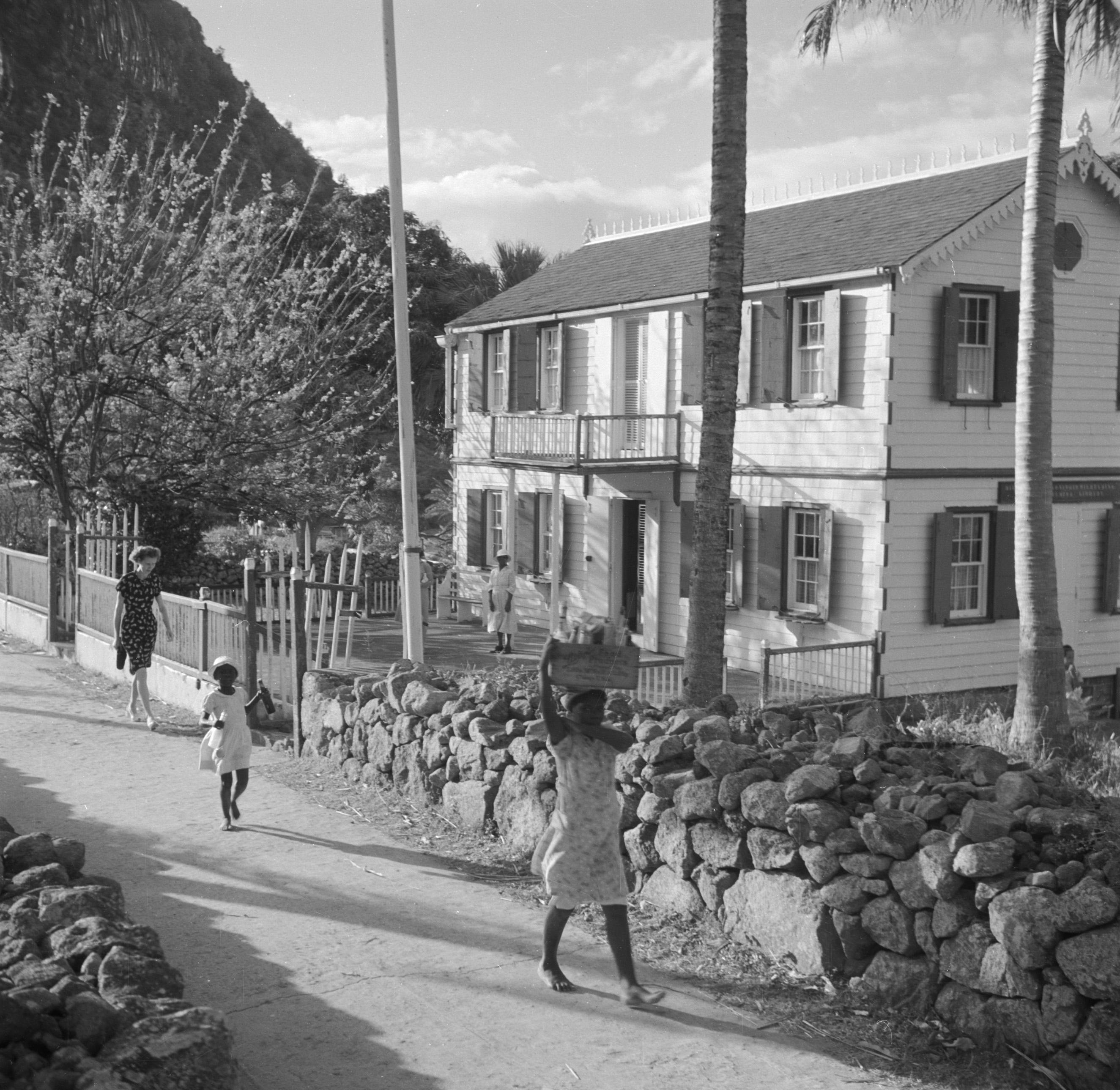
Gouvernementslogeerhuis in The Bottom (1947)

## Biografie
Cornelia Jones was het derde kind uit een gezin van vier kinderen. Haar ouders waren Mary Jane Hassell en de zeeman Fernandus Jones. Jarenlang beheerde zij het gouvernementslogement in The Bottom; een van de weinige plaatsen op Saba die als toeristische accommodatie dienst deden. Naast kok en huishoudster van het huis fungeerde Jones ook als gastvrouw van het eiland. Niet zelden werd er melding van haar gemaakt in buitenlandse tijdschriften en kranten, die reisverslagen en andere artikelen van ambtelijke bezoekers, journalisten en toeristen publiceerden.

## Politieke carrière
Na het in werking treden van de Eilandenregeling Nederlandse Antillen (ERNA) kreeg Saba in 1951 zelfbestuur. Samen met Sint Eustatius en Sint Maarten, vormde Saba het eilandgebied Bovenwindse Eilanden. Dit eilandgebied kreeg één eilandsraad, verdeeld in drie secties met elk 5 leden. Onder voorzitterschap van de Gezaghebber van de Bovenwindse Eilanden vonden raadsvergaderingen plaatselijk per eiland plaats. Vanwege de ongeregelde verbindingen tussen de drie eilanden werd er slechts bij belangrijke aangelegenheden plenair vergaderd. Hieraan kwam in 1983 een einde toen Saba de status van eilandgebied verwierf met een eigen eilandsraad.
Jones stelde zich in 1951 kandidaat voor de eerste eilandraadsverkiezingen. Samen met twee andere vrouwelijke kandidaten, Ursula Dunkin-Hughes en Millicent L. Wilson, stond zij op de lijst van de Nationale Volkspartij. Zij behaalde geen persoonlijke stemmen en de overige dames kregen ieder 4 stemmen, allen onvoldoende voor een zetel in de eilandsraad. Nadat Kenneth Peterson, Sabaans raadslid, uit de raad stapte, volgde Jones hem op 17 augustus 1953 op. Hiermee was zij namens Saba de eerste vrouw in de eilandsraad en was ze eveneens de eerste vrouw die een politiek ambt op de Bovenwindse Eilanden bekleedde. In 1955 stelde ze zich opnieuw kandidaat, ditmaal voor de Democratische Partij en als enige vrouw, doch ze werd niet herkozen. Jones bleef ruim veertig jaar de enige vrouwelijke eilandraadslid van Saba totdat Christina ten Brink-Charles in 1995 werd gekozen.

## Latere periode
Toen projectontwikkelaars in 1955 voorstelden om het gouvernementslogeerhuis te vervangen door een hotel verwierp de eilandsraad dit voorstel omdat de beleggers de voortzetting van Jones' dienstverband niet zouden garanderen. Na vele dienstjaren vertrok Jones en werd zij vervolgens de herbergier van de Windwardside Guesthouse. Ze werd in 1962 met een onderscheiding geëerd door koningin Juliana voor haar jaren in dienst van Saba. Cornelia Jones was ongehuwd en kinderloos. Zoals te doen gebruikelijk op Saba werd zij na haar overlijden in 1979 begraven naast haar ouders op het terrein van het ouderlijk huis in St. Johns.